# Ji (Linfen)
Ji (chin. 吉县; Pinyin: Jí Xiàn) ist ein chinesischer Kreis der bezirksfreien Stadt Linfen in der Provinz Shanxi. Er hat eine Fläche von 1.783 km² und zählt 87.374 Einwohner (Stand: Zensus 2020).
Das Kreisgebiet erstreckt sich entlang des Gelben Flusses, der als Grenzfluss die Provinzen Shanxi und Shaanxi trennt. Zwischen Ji und dem Kreis Yichuan in Shaanxi bildet der Gelbe Fluss den Hukou-Wasserfall. Ji beherbergt auch die paläolithische Shizitan-Stätte (Shizitan yizhi 柿子滩遗址), die seit 2001 auf der Liste der Denkmäler der Volksrepublik China (5-8) steht.

## Administrative Gliederung
Auf Gemeindeebene setzt sich der Kreis aus drei Großgemeinden und fünf Gemeinden zusammen.